# Entedon perturbatus
Entedon perturbatus är en stekelart som beskrevs av Walker 1862. Entedon perturbatus ingår i släktet Entedon och familjen finglanssteklar.
Artens utbredningsområde är:
- Tanzania.
- Zimbabwe.

Inga underarter finns listade i Catalogue of Life.